# Dagobert Weber
August Dagobert Weber, född 3 oktober 1834 i Stockholm, död där 7 maj 1917, var en svensk militär och redaktör. Han var far till högerkvinnan Gertrud Törnell.
Dagobert Weber var son till kofferdikaptenen Carl Fredrik Weber och Eva Catharina Wedberg. Efter studentexamen i Uppsala 1853 och officersexamen i Stockholm blev han 1855 underlöjtnant vid Västgöta-Dals regemente. Efter att han genomgick Högre artilleriläroverket å Marieberg och fick 1860 transport till Svea artilleriregemente, där han 1865 befordrades till löjtnant och 1872 kapten. Weber blev 1881 till major i armén samt tog 1884 avsked. Han genomgick Gymnastiska centralinstititutet och utexaminerades därifrån 1863 och var 1864–1870 lärare där. Weber var 1872–1884 placerad i artileristaben och var 1878–1884 lärare vid Krigshögskolan. 1875 företog han en studieresa till Frankrike och Belgien och deltog 1880 som iakttagare vid schweiziska arméns höstmanöver. Från 1887 var han tjänsteman i Försäkringsaktiebolaget Skandia.
Han redigerade 1872–1883 "Artilleritidskrift" och 1883–1886 "Ny Illustrerad Tidning". Sedan 1880 var han ledamot av Krigsvetenskapsakademien. Dagobert Weber är begravd på Norra begravningsplatsen utanför Stockholm.